# Matylda Letycja Bonaparte

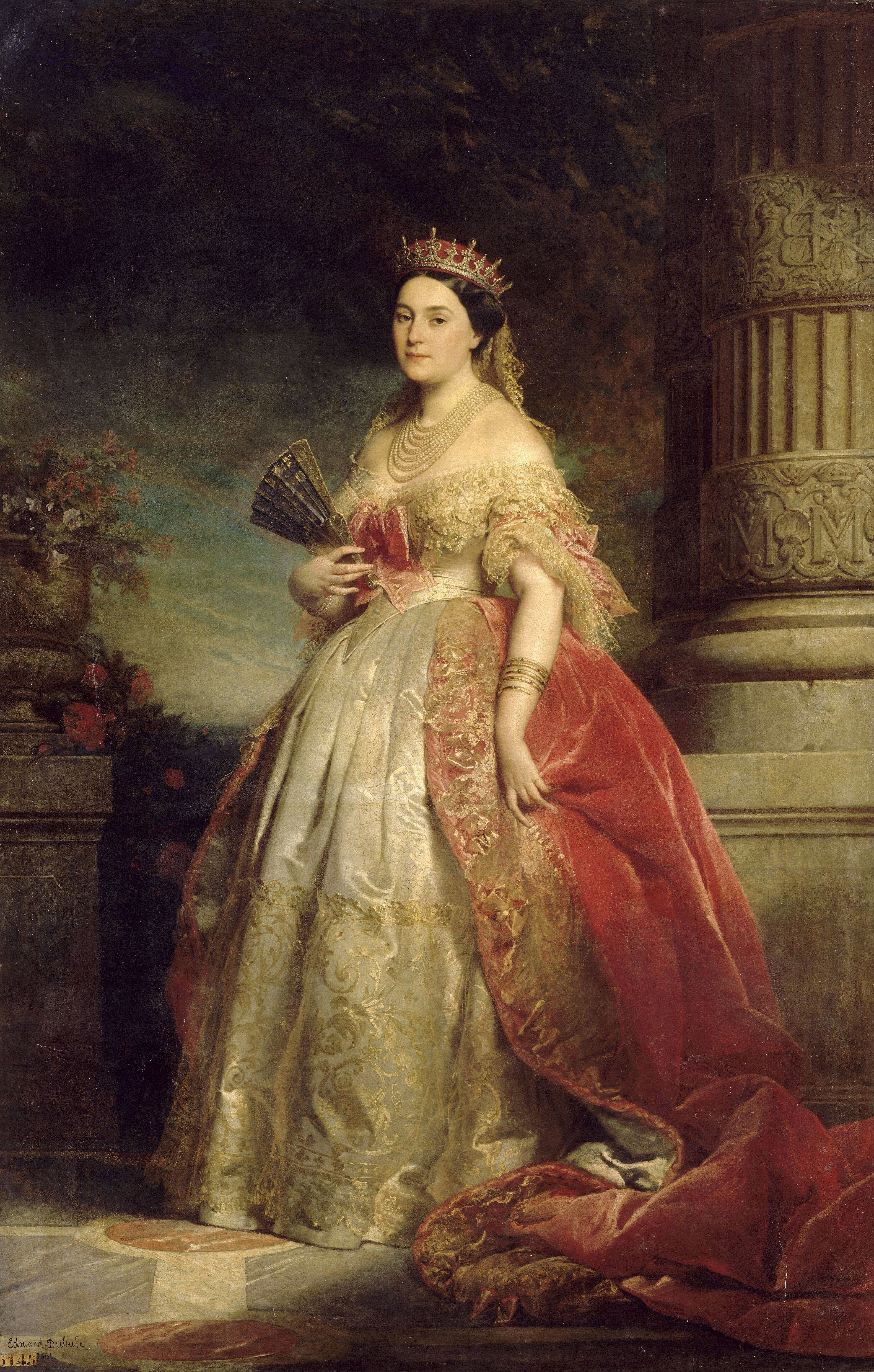
Mathilde Bonaparte.

Matylda Letycja Wilhelmina Bonaparte  (fr. Mathilde-Létizia Wilhelmine, Princesse française, Princesse de Monfort, Altesse Impériale), (ur. 27 maja 1820, Triest, zm. 2 stycznia 1904 w Paryżu), była córką byłego króla Westfalii Hieronima, najmłodszego brata Napoleona I i jego drugiej małżonki Katarzyny Wirtemberskiej.
Matylda wychowała się w Rzymie i Florencji. Jej wielką miłością młodzieńczą był jej kuzyn książę Ludwik Napoleon, z którym się zaręczyła, ale ojciec, znajdujący się stale w kłopotach finansowych, wydał ją za bogatego rosyjskiego hrabiego 
Anatolego Demidowa (1 listopada 1840) - prawdopodobnie w zamian za dar pieniężny. By ratować dla Matyldy jej tytuł książęcy, uzyskano dla Demidowa u wlk. księcia Toskanii tytuł „Książę San Donato”. Małżeństwo było od początku nieszczęśliwe, Demidow nie chciał rozstać się ze swą kochanką Valentine de Saint-Adelgonde i odznaczał się brutalnym charakterem (pewnego razu publicznie spoliczkował Matyldę). Piękna i mądra Matylda miała duży wpływ na cara Mikołaja I, który na jej prośbę orzekł separację między małżonkami (1847) i przyznał Matyldzie roczną rentę wysokości 200 000 franków w złocie zabezpieczoną na majątkach Demidowa. Matylda zabrała klejnoty Demidowa i udała się do Paryża.
O te klejnoty, które pierwotnie miały być wianem Matyldy i zostały przed ślubem sprzedane narzeczonemu przez ojca Matyldy, Hieronima, toczyły się potem długoletnie procesy - Demidow nigdy ich nie odzyskał.

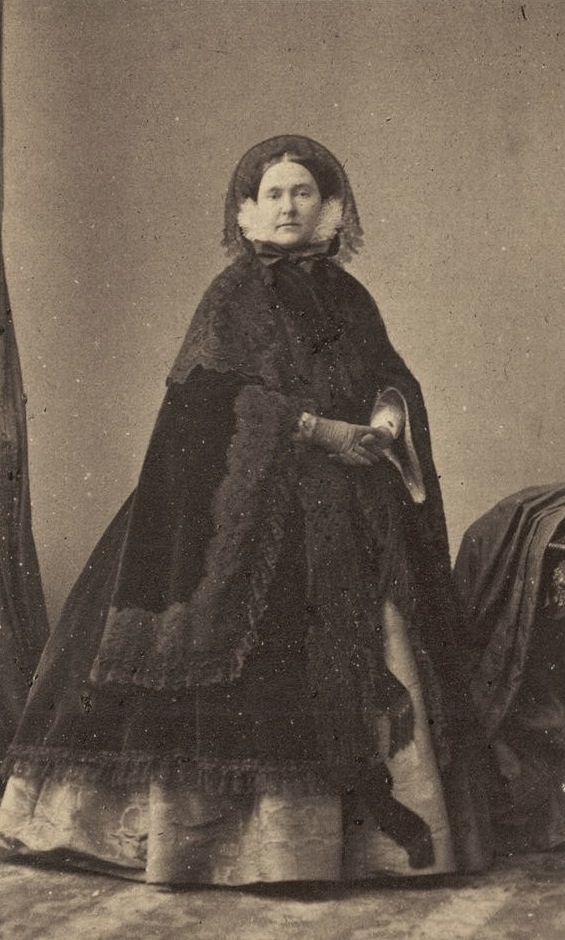
Matylda Bonaparte

Od r. 1847 Matylda mieszkała w Paryżu wraz z kochankiem, hrabią Emilianem de Nieuwerkerke, sławnym rzeźbiarzem. Zaprzyjaźniła się z królem Ludwikiem Filipem i jego rodziną - robiła później kuzynowi Napoleonowi III dzikie awantury za to, że skonfiskował majątek rodziny orleańskiej - i doszła do wielkiego znaczenia za panowania kuzyna i później w III Republice. Prowadziła mianowicie salon literacki, w którym spotykali się pisarze i politycy paru pokoleń i o różnych zapatrywaniach politycznych, tacy jak Gustave Flaubert, Ernest Renan, Théophile Gautier, Hippolyte Taine i bracia Goncourt, a później Guy de Maupassant, Pierre Loti i Anatole France. Matylda znana była z osobistej odwagi i prawdomówności. Zapytana, dlaczego jest bonapartystką, odrzekła - gdyby nie było Napoleona I, prowadziłabym dziś stragan z pomarańczami na ulicach Ajaccio. Gdy Napoleon III wyruszał na zgubną wojnę 1870 roku, powiedziała mu: - Spójrz na siebie w lustrze, czy wyglądasz jak żołnierz?.
Do końca życia utrzymywała przyjazne stosunki z dworem carskim i wygnanymi orleańczykami. W 1901 r. w Kościele Inwalidów miały się odbyć uroczystości 80-lecia śmierci Napoleona I i przebywający wówczas w Paryżu car Mikołaj II spytał ją, czy ma jej załatwić zaproszenie. -Dziękuję bardzo Waszej Cesarskiej Mości- odpowiedziała z dumą majestatyczna starsza pani - od pięćdziesięciu lat posiadam własny klucz.
Po upadku monarchii napoleońskiej Matylda udała się na wygnanie do Belgii, a po śmierci męża (1870) do Petersburga. W roku 1873 wyszła za mąż za słynącego z urody, mniej z talentu, poetę Klaudiusza Popelina († 1892). Pochowana jest w Saint-Gratien w departamencie Dolina Oise, w pobliżu zamku Catinat, który zakupiła w 1855 roku i gdzie latem zawsze podejmowała wszystkich sławnych przyjaciół.